# Rauschwanz-Stechrochen
Der Rauschwanz-Stechrochen (Bathytoshia centroura) ist eine Stechrochenart und lebt küstennah im nordwestlichen und südwestlichen östlichen Atlantik. Vorkommen ähnlicher Rochen im Mittelmeer und im östlichen Atlantik, die früher dem Rauschwanz-Stechrochen zugeordnet wurden, werden jetzt Bathytoshia lata zugeordnet.

## Merkmale
Bathytoshia centroura hat eine rautenförmige Brustflossen-Scheibe, die 1,2 bis 1,3 mal breiter als lang ist, mit eher geraden Seitenlinien, die rechts und links relativ spitz auslaufen. Er erreicht eine Scheibenbreite von maximal 2,6 Metern und eine Länge von bis zu 4 Metern, bei einem maximalen Gewicht von 300 kg, wobei Weibchen größer als Männchen werden. Die Oberseite ist dunkelbraun bis olivbraun, die Unterseite rohweiß.

## Lebensweise
Der Rauschwanz-Stechrochen lebt in Küstengebieten des westlichen Atlantiks: vor der Ostküste der USA zwischen Neuengland und dem Golf von Mexiko sowie vor Südamerika zwischen Venezuela und Argentinien. Er ist ein vielseitiger Raubfisch, der sich von der verfügbaren Beute des jeweiligen Habitats ernährt. Meist jagt er bodennah, regelmäßig aber auch im Freiwasser. Bathytoshia centroura ist ovovivipar mit Würfen von vier bis sechs Jungtieren. Die Larven schlüpfen bereits im Mutterleib, bleiben aber im hinteren Teil des Eileiters zurück, der die Gebärmutterfunktion übernimmt. Die Embryonen ernähren sich von ihrem Dottervorrat und über zottenähnliche Sekretionskanäle, durch die sie vom Mutterfisch mit Nährflüssigkeit versorgt werden. Die Jungrochen werden mit Scheibenbreiten von 34 bis 37 cm im nordwestlichen und 8 bis 13 cm im östlichen Atlantik geboren.

## Systematik
Die Rochenart wurde im Jahr 1815 durch den US-amerikanischen Naturforscher Samuel Latham Mitchill unter der wissenschaftlichen Bezeichnung Raja centroura beschrieben, später dann der Gattung Dasyatis zugeordnet. Bei einer Mitte 2016 erfolgten Revision der Dasyatidae wurde die Art in die Gattung Bathytoshia gestellt.